# Skokovská stezka
Skokovská stezka je mariánská poutní spojující od roku 2010 poutní místo klášter premonstrátů v Teplé, kde je uložen relikviář s ostatky blahoslaveného Hroznaty, s kdysi velmi slavným barokním mariánským poutním místem ve (Mariánských) Skocích u Žlutic, kde byl od roku 1717 každoročně uctíván desítkami tisíc poutníků zázračný dobrotivý obraz Panny Marie Pomocnice, lidově označovaný jako „Panenka Skákavá“.

## Myšlenka a smysl poutě
Popudem ke zřízení poutní stezky byla snaha o záchranu a oživení zanikajícího poutního místa ve Skocích.
Smyslem putování je vykonání křesťanské pouti spojené s pokáním, očištěním, požehnáním a předkládáním proseb prostřednictvím Panny Marie Bohu. Stezka však v sobě zahrnuje i prvek naučný a poznávací – je naučnou stezkou, která poutníka seznámí se zajímavým, ale ještě málo známým regionem Čech. Je tedy určena nejen věřícím, nýbrž všem návštěvníkům bez rozdílu.
Trasa stezky propojuje další místa, která k sobě mají ideové, duchovní a historické vazby, jako například: klášter trapistů Matky Boží v Novém Dvoře (duchovní centrum kontemplace), Toužim (působiště autora skokovského obrazu J. W. Richtera a skokovské vrchnosti, markrabat bádenských), Útvinu (působiště stavitele skokovského chrámu J. Schmieda), Žlutice (působiště duchovního otce poutního místa ve Skocích, premonstráta J. Ricka), zříceninu poutní kaple svatého Blažeje u Branišova a dále řadu kulturních a přírodních zajímavostí regionu Tepelska, Toužimska, Bochovska a Žluticka. Zčásti respektuje původní historické trasy poutních procesí do Skoků.
Hlavní část stezky má charakter pěší poutě k Panně Marii Skokovské – „Panence Skákavé“ – z Teplé do Skoků, další doplňující část slouží k návratu poutníků do Teplé (přes Žlutice), kde pěší část putovaní končí. Poutníci se pak vracejí do Teplé po regionální železnici vlakem přes Bečov nad Teplou, kde bude výhledově do duchovní náplně poutě zařazena i možnost uctění ostatků sv. Maura v jeho relikviáři na bečovském zámku.

## Provoz
Poutní provoz je vzhledem k podmínkám na trase i ve Skocích (není zde odpovídající zázemí) a možnostem tepelské kanonie a sdružení, které se o provoz stará, závislý na pomoci dobrovolníků. Hlavní poutní sezóna probíhá od července do srpna. Pěší část lze zvládnout za tři dny, čtvrtý den je určen pro návrat zpět do Teplé.
Od roku 2010 je možné získat certifikát o řádně vykonané pouti, vydaný na základě předloženého a potvrzeného poutnického pasu.

## Trasa
Délka pěší trasy Teplá – Skoky – Žlutice:
- bez odboček: 66,0 km
- s odbočkami: 73,5 km

Dostupnost trasy po železnici:
- tratě Rakovník – Bečov nad Teplou
- trať Karlovy Vary – Mariánské Lázně.